# Kaipara (fleuve)
Pour les articles homonymes, voir Kaipara.
Le fleuve Kaipara (anglais : Kaipara River) draine la zone située au nord-ouest d’Auckland, dans le district de Rodney, de la région d'Auckland, dans l’Ile du Nord de la Nouvelle-Zélande. 

## Géographie
De 33 km de longueur, le fleuve s’écoule vers le nord à partir du pied de la chaîne de Waitakere, sinuant au-delà de la ville de Helensville. Il est rejoint par la rivière Kaukapakapa dans sa zone soumise aux marées basses avant d’entrer dans la partie sud du mouillage de Kaipara (en).

## Affluents
Le fleuve Kaipara a pour affluents :
- la rivière Kaukapakapa (rd[note 3]),
- la rivière Kumeu

## Aménagements et écologie

### Écologie
Le fleuve Kaipara est de couleur brune dans la mesure où l’eau est riche en éléments lavés à partir d’une couche de sédiments mous allant du Miocène jusqu’au Quaternaire de son bassin de drainage.